# Referendum a Malta del 2015
Il referendum a Malta del 2015 si è tenuto l'11 aprile 2015. Gli elettori hanno votato di stretta misura a favore del mantenimento della caccia in primavera, con il 50,4% di voti a favore del mantenimento della legge esistente. L'affluenza alle urne è stata del 74,8%.

## Contesto

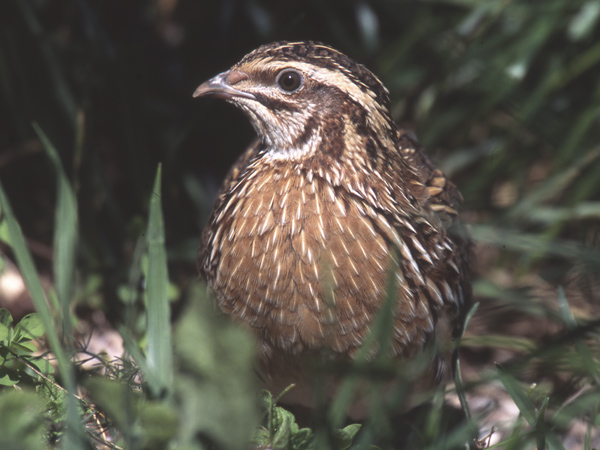
Quaglia

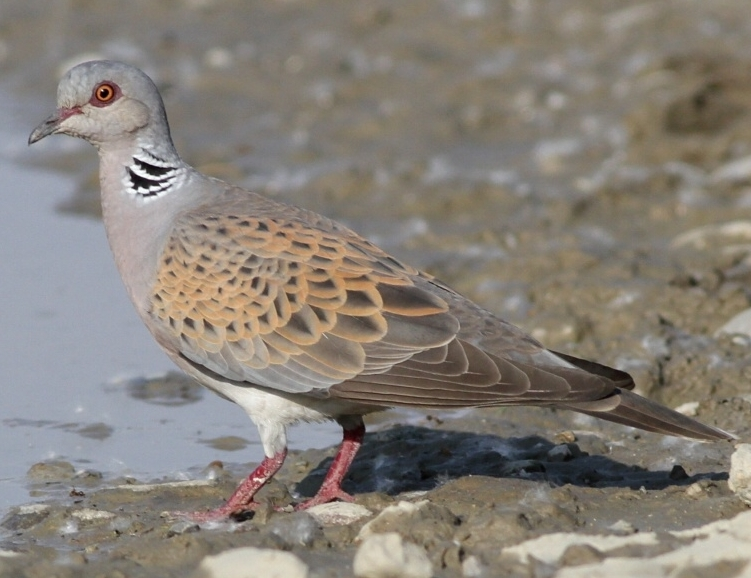
Tortora selvatica

In deroga alla Direttiva Uccelli, l'attività venatoria viene tradizionalmente autorizzata a Malta per due o tre settimane nella seconda metà di aprile, quando gli uccelli migratori ritornano in Europa per nidificare, dopo aver passato l'inverno nei paesi caldi dell'Africa. Malta è l'unico paese dell'Unione Europea a consentire in primavera la caccia in deroga all'avifauna migratrice, in particolare a solo due specie, tortore e quaglie, che possono essere abbattute, con quote rispettivamente di 11.000 e 5.000 uccelli (con un carniere di massimo 2 esemplari al giorno e massimo 4 complessivi per stagione per ogni cacciatore). Questa quota viene fissata annualmente, in base a quanti uccelli sono stati segnalati come abbattuti sui tesserini venatori dell'autunno precedente. I cacciatori sono tenuti a segnalare le loro uccisioni al governo. Secondo il governo maltese, 805 tortore e 151 quaglie sono state segnalate come uccise nella stagione di caccia primaverile del 2012.
Nel 2009 la Corte di giustizia europea stabilì che Malta stava violando i suoi obblighi del trattato UE consentendo la caccia primaverile. Tuttavia, i governi successivi hanno approvato una legislazione che consentiva di continuare tale pratica.
Birdlife Malta affermava che il numero di tortore era diminuito del 77% tra il 1980 e il 2015. Uno studio del 2007 della Commissione europea affermava che la caccia costituiva una minaccia di medio livello per la tortora (con la perdita dell'habitat riproduttivo nell'UE descritta come di alto livello), ma descrisse la caccia primaverile come particolarmente preoccupante.
I cacciatori maltesi sono circa 11 000, pari a circa il 5% della popolazione maschile e con una densità venatoria di 35 cacciatori per km².

## Iniziativa referendaria

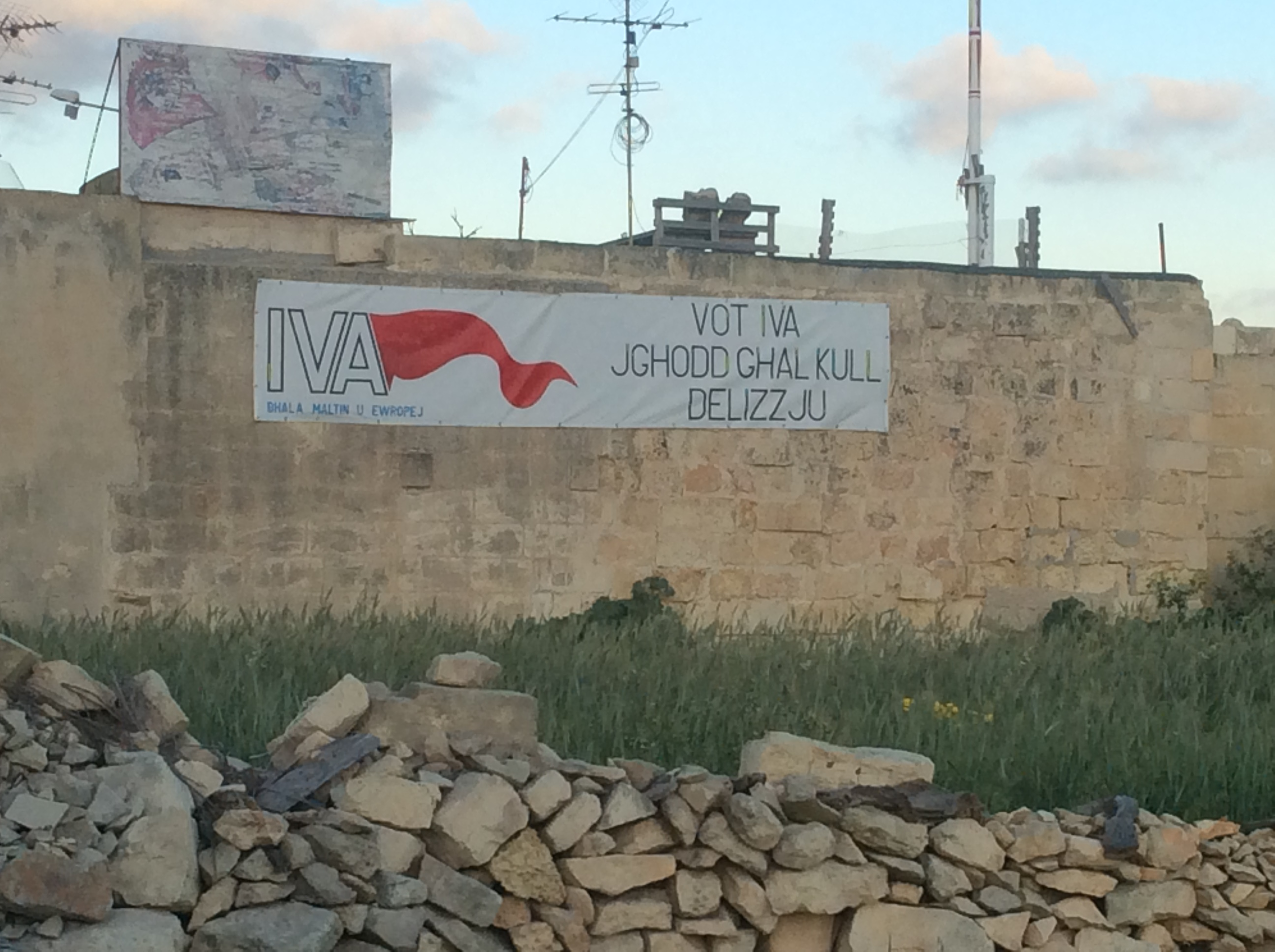
Striscione a favore della caccia primaverile nella strada di Naxxar

Nell'agosto 2013 fu avviata una petizione per vietare l'attività venatoria in primavera, promossa dalla Coalizione per l'abolizione della caccia primaverile, composta da BirdLife Malta, la Coalizione per i diritti degli animali, Alternativa Democratica, Din l-Art Ħelwa, Flimkien għal Ambjent Aħjar, Amici della Terra, Fondazione Gaia, Greenhouse, International Animal Rescue Malta, Malta Organic Agriculture Movement, Moviment Graffiti, Nature Trust, Ramblers Association Malta e Youth for the Environment. Circa 45.000 persone hanno firmato la petizione, avviando così la richiesta di referendum.
La Federazione Cacciatori Trappolatori Conservazionisti (Federazzjoni Kaċċaturi Nassaba Konservazzjonisti - FKNK) e l'associazione Cacciatori di Sant'Uberto (Kaċċaturi San Ubertu - KSU) presentarono una petizione alla Corte Costituzionale nel tentativo di fermare lo svolgimento del referendum, affermando che avrebbe violato gli obblighi del trattato del Paese con l'Unione europea. La FKNK raccolse 104.293 firme, il che la rese la più grande petizione della storia maltese. Tuttavia, il tribunale respinse respinto la loro petizione il 9 gennaio 2015, condannando la FKNK e la KSU al pagamento delle spese processuali.

## Quesito
La domanda, in lingua maltese e inglese, votata al referendum era:
Do you agree that the provisions of the 'Framework for Allowing a Derogation Opening a Spring Hunting Season for Turtle Dove and Quail Regulations' (Subsidiary Legislation 504.94) should continue in force?»

## Risultati
| Sì              | 126 434 | 50,44 |  |  |  |  |  |  |
| No              | 124 214 | 49,56 |  |  |  |  |  |  |
| Totale          | 250 648 | 100   |  |  |  |  |  |  |
|                 |         |       |  |  |  |  |  |  |
| Voti non validi | 2 509   | 0,99  |  |  |  |  |  |  |
| Votanti         | 253 157 | 74,80 |  |  |  |  |  |  |
| Elettori        | 338 450 |       |  |  |  |  |  |  |

## Conseguenze

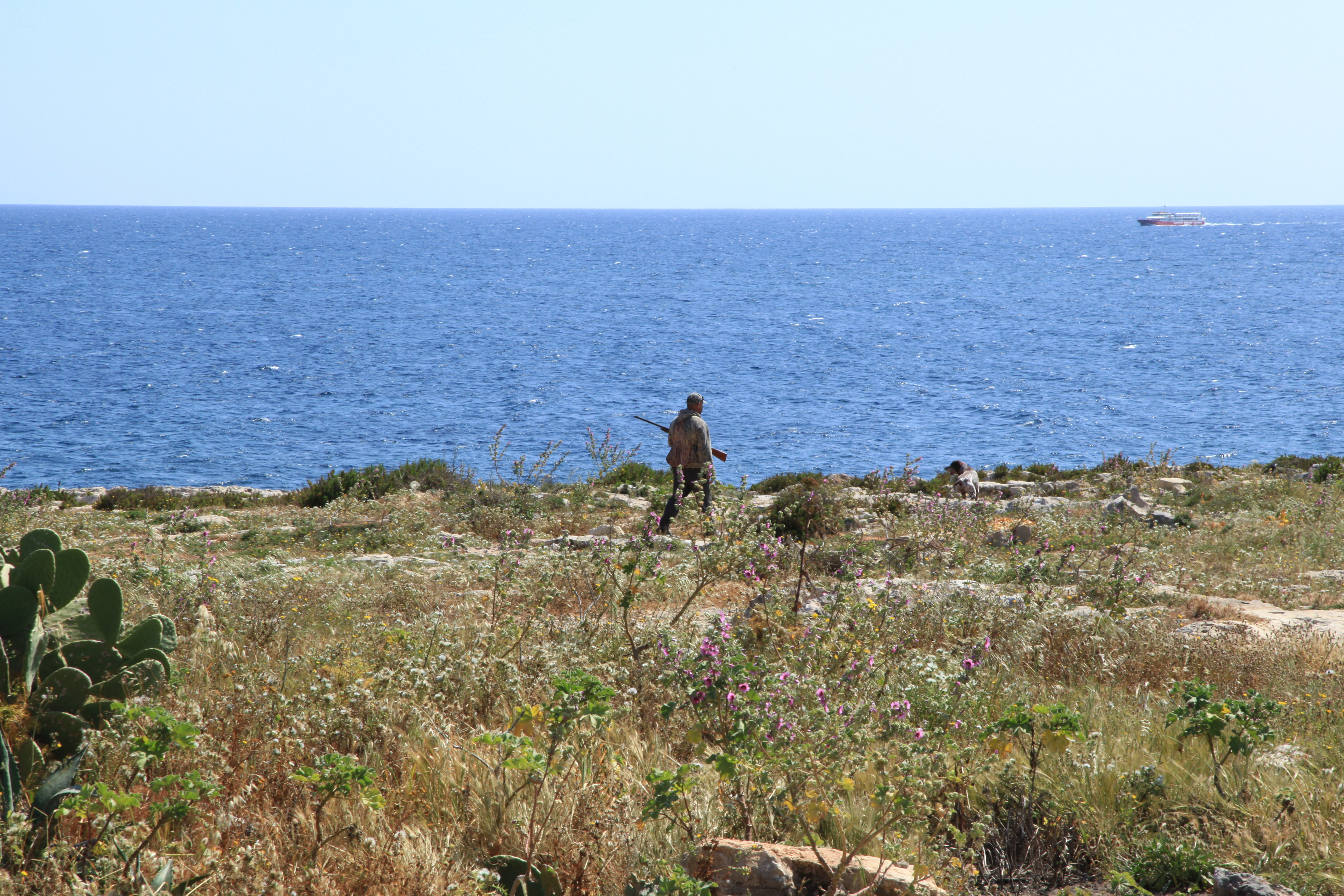
Cacciatore a Qalet Marku, Naxxar, nella primavera del 2014

Quando sono usciti i risultati del referendum, il primo ministro Joseph Muscat ha annunciato che la stagione di caccia primaverile sarebbe stata aperta dal 14 al 30 aprile 2015, avvertendo però i cacciatori di stare attenti e affermando che gli era stata data loro un'ultima possibilità e che nessun abuso sarebbe stato tollerato.
Durante la stagione furono rilevate solo sei irregolarità, un numero molto inferiore rispetto agli anni precedenti. Un incidente di caccia coinvolse un ragazzo olandese, colpito accidentalmente da un proiettile sparato da un cacciatore il 24 aprile. Il 27 aprile, un gheppio fu abbattuto illegalmente, cadendo ferito nel cortile del St. Edward's College di Birgu. Muscat definì questo incidente "imperdonabile" e decise di chiudere immediatamente la stagione venatoria. Questa decisione fu accolta con favore dalla Coalizione contro la caccia primaverile, dal Partito nazionalista, dall'alternativa democratica e da BirdLife Malta. Le associazioni venatorie FKNK e KSU condannarono l'incidente, chiedendo che i responsabili fossero assicurati alla giustizia. Birdlife Malta ha dichiarato di aver segnalato 9 incidenti e, inoltre, un totale di 63 richiami illegali di uccelli sono stati rilevati dal CABS durante questa stagione di caccia.
Dal 2017 è stata vietata a Malta la caccia primaverile alla tortora, in quanto specie in declino; resta invece consentita la caccia in deroga alla quaglia.